# Sarcophaga iwuensis
Sarcophaga iwuensis är en tvåvingeart som beskrevs av Ho 1934. Sarcophaga iwuensis ingår i släktet Sarcophaga och familjen köttflugor. Inga underarter finns listade i Catalogue of Life.